# 坛下乡
Template:中国乡级行政区43/04/81/215/000
坛下乡，是中华人民共和国湖南省衡陽市耒阳市下辖的一个乡镇级行政单位。

## 行政区划
坛下乡下辖以下地区：
普桥村、金冲村、曾洲村、新建村、屈家村、江边村、天保村、赛尹村、软石村、大通村、石墩村、东阳村、一甲村、坛下村和湾阳村。